# 洛伦佐·罗塔贝加莫植物园
洛伦佐·罗塔贝加莫植物园（意大利语：Orto Botanico di Bergamo "Lorenzo Rota"）是一个植物园，位于意大利伦巴第大区贝加莫的科勒·阿佩尔托阶梯（Scaletta di Colle Aperto）的顶部，占地1，357平方米，在温暖的月份，每天开放。

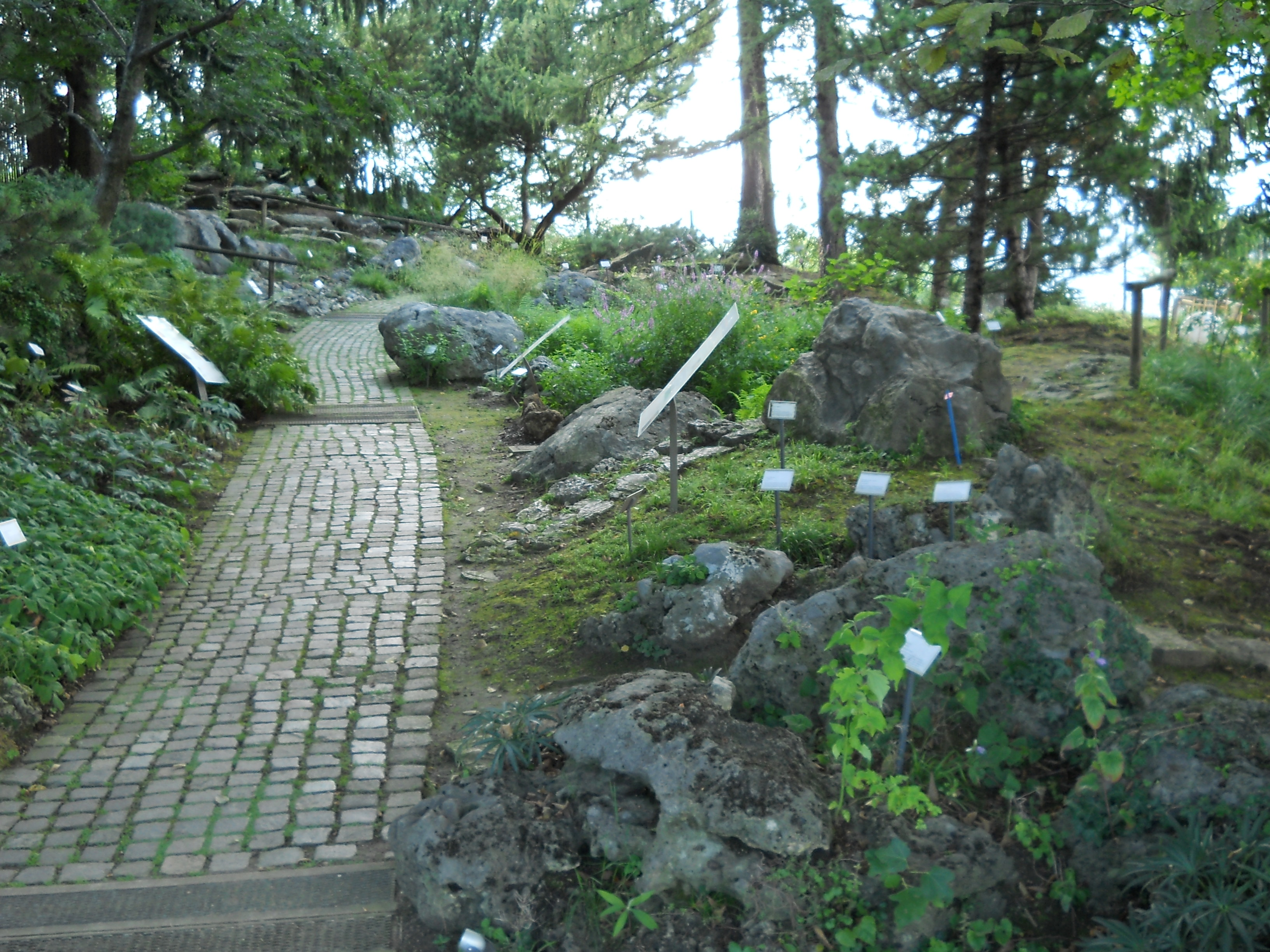

植物园成立于1972年，以纪念医生和植物学家洛伦佐·罗塔。它起初主要是一个高山植物园，1989年后开始与恩里科·卡菲自然科学博物馆合作，并扩大了其收藏范围。1993年，花园成为博物馆不可分割的一部分。
这个植物园虽然比足球场还小，但现在包含超过900个物种，包括：